# Пероутка, Фердинанд
Фердинанд Пероутка (чеш. Ferdinand Peroutka; 6 февраля 1895[…], Прага, Цислейтания[…] — 20 апреля 1978, Нью-Йорк, Нью-Йорк) — чешский писатель, драматург, публицист и диссидент. Считается одним из влиятельных представителей чешской довоенной демократической журналистики.

## Биография

### Семья и юность
Родился в Праге в семье Эмануэля Пероутки, чиновника клуба сахарозаводчиков в Праге, и его жена Леонтины Пероутковой (урождённой Копфовой), родом из деревни Обори (сегодня находится в районе Йичин). Фердинанд был их первым ребенком, позднее в семье родились сын Карел (урожд. 1898) и дочь Людмила (урожд. 1901).
В период с 1905 по 1913 год учился в гимназии в Праге, но покинул её прямо перед сдачей экзаменов для аттестата зрелости, после чего начал свою журналистскую карьеру с периодических публикаций в журнале Яна Гербена «Час». Во время Первой мировой войны скрывался от мобилизации в австрийских Альпах и Мюнхене. Позднее был освобождён от несения военной службы по состоянию здоровья.

### Начало журналистской карьеры и Первая Республика
В период с 1919 по 1924 год работал редактором газеты «Трибуна», позднее с 1924 по 1939 год — главным редактором журнала «Настоящее» (чеш. Přítomnost). Его деятельность была поддержана президентом Томашем Гарригом Масариком, который также часто публиковался в журнале под разными псевдонимами. В период с 1924 по 1939 год Пероутка был политическим обозревателем газеты «Лидове новины». Был членом так называемого кружка «Пятничников», группы интеллектуалов, которые встречались на вилле Карела Чапека, а иногда и у президента Масарика в окрестностях Ланского замка.
Будучи журналистом, освещал в своих политических очерках широкий спектр внутриполитических и международных тем. Был видным критиком нацистской и коммунистической идеологии, считал их пагубными. По этим причинам уже во времена Первой республики он часто подвергался нападкам как со стороны коммунистов, так и со стороны крайне правых кругов. Он неоднократно критиковал Адольфа Гитлера за его ложь и лживые обещания.

### Немецкая оккупация и концлагеря
После оккупации Второй Республики в марте 1939 года, на него стали оказывать давление со стороны официальных оккупационных властей, чтобы тот писал в духе нужд возникшего Протектората Богемии и Моравии. В апреле 1939 года под именем Пероутки в «Настоящем» была опубликована статья «Динамичная жизнь» посвящённая 50-летию Адольфа Гитлера, где автор признавал его власть, но в то же время яростно отрицал, что чешский народ должен идти за Гитлером. По заявлению самого Пероутки, эта статья стала основной причиной его последующего ареста и отправки в концентрационный лагерь.

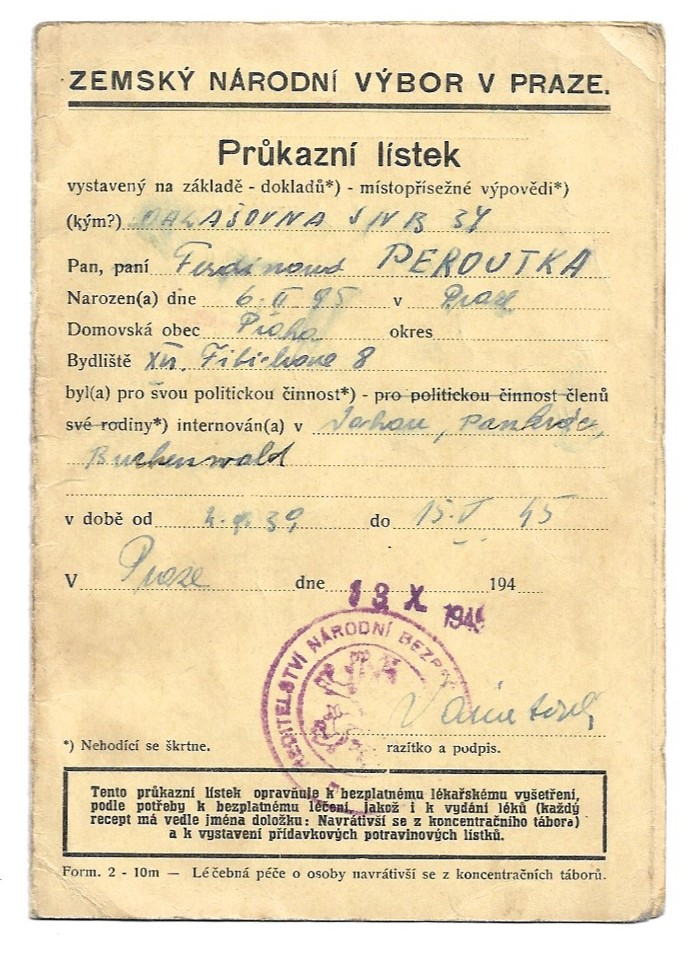
Свидетельство Фердинанда Пероутки о его интернировании в концлагерях.

Первый его арест произошёл уже в первые дни оккупации. В то время коммунистов, социал-демократов и немецких антифашистов в большинстве случаев отправляли в концентрационные лагеря. Однако граждане, не попадавших в эти категории, обычно освобождали через несколько дней. Так это было и в случае Пероутки. Однако через несколько месяцев, в начале сентября 1939 года, его арестовали во второй раз. После начала Второй мировой войны, оккупационные власти приняли решение превентивно арестовать всех потенциальных противников.
Изначально находился в заключении в концлагере Дахау, затем долгое время в лагере Бухенвальд, где его освободила американская армия в 1945 году. Неоднократно в 1942 году, 1943 и 1944 годах перевозился и размещался в тюрьме Панкрац в Праге. Немцы неоднократно предлагали ему обменять колючую проволоку концлагеря на стол протекторатного журналиста. Он отказывался от этих предложений и поэтому был депортирован обратно в концентрационный лагерь.

### Третья Республика и эмиграция
После войны Перутка был главным редактором газеты «Свободные новины», основанной на месте довоенной газеты «Лидове новины». В то же время он также редактировал еженедельник «Сегодня» (чеш. Dnešek) (1945–1948), который, в свою очередь, был похож на довоенный «Настоящее». Исходные довоенные названия периодических изданий использовать не удалось. Оба издания существовали и при оккупации, что принципиально дисквалифицировало их в послевоенной обстановке. В эти и последующие годы коммунисты неоднократно обвиняли того в том, что он поддался давлению со стороны нацистов в 1939 году. Оппоненты указывали, среди прочего, на его статью «Динамическая жизнь», а позднее и на текст «Гитлер с человеческой стороны», которому они ошибочно или намеренно приписывали авторство Пероутке. Некоторые авторы пытаются интерпретировать цитаты из его довоенных статей как прогерманские, в особенности статьи 1938 года. Сам же Пероутка сразу после войны неоднократно осуждал выпады в свой адрес и отвергал прогерманскую интерпретацию своих статей.
В период с октября 1945 и до июньских парламентских выборов 1946 года был депутатом Временного национального собрания от Чехословацкой национал-социалистической партии. 
После коммунистического переворота в феврале 1948 года, покинул страну и эмигрировал в Великобританию, затем в США. С 1951 по 1961 год он возглавлял чехословацкий отдел Радио «Свободная Европа», базирующийся в Нью-Йорке и Мюнхене. Сам он работал в Нью-Йорке, а мюнхенскую редакцию возглавлял Павел Тигрид, с которым у него произошел конфликт, закончившийся в 1952 году увольнением Тигрида. Выйдя на пенсию, он писал свои воскресные пятнадцатиминутные «Беседы» для радио каждую неделю до своей смерти.
Был одним из членов «Совета Свободной Чехословакии», для которого он написал учредительную декларацию в 1949 году.
Пытался издавать эмигрантский диссидентский журнал «Будущее», который должен был стать духовным продолжением «Настоящего» и «Сегодня».
Был одним из видных представителей антикоммунистического сопротивления, который был менее известен во время социалистического режима в Чехословакии. Чтение и распространение его политических анализов и комментариев преследовалось на родине. В то время как о Карле Чапеке и других членов клуба «Пятничников» писали и говорили хотя бы периодически в стране, Пероутки казалось будто и не существовало. Поколение выросшее во время нормализации, практически не имело возможности узнать о нём. В 1989 году персонажу Пероутки не разрешили появиться в биографическом фильме «Человек против разрушения», посвящённый Карелу Чапеку и периоду Первой Республики.

### Смерть и захоронение
Скончался в 1978 году в Нью-Йорке. В 1991 году его останки были перезахоронены на Вышеградском кладбище в Праге.

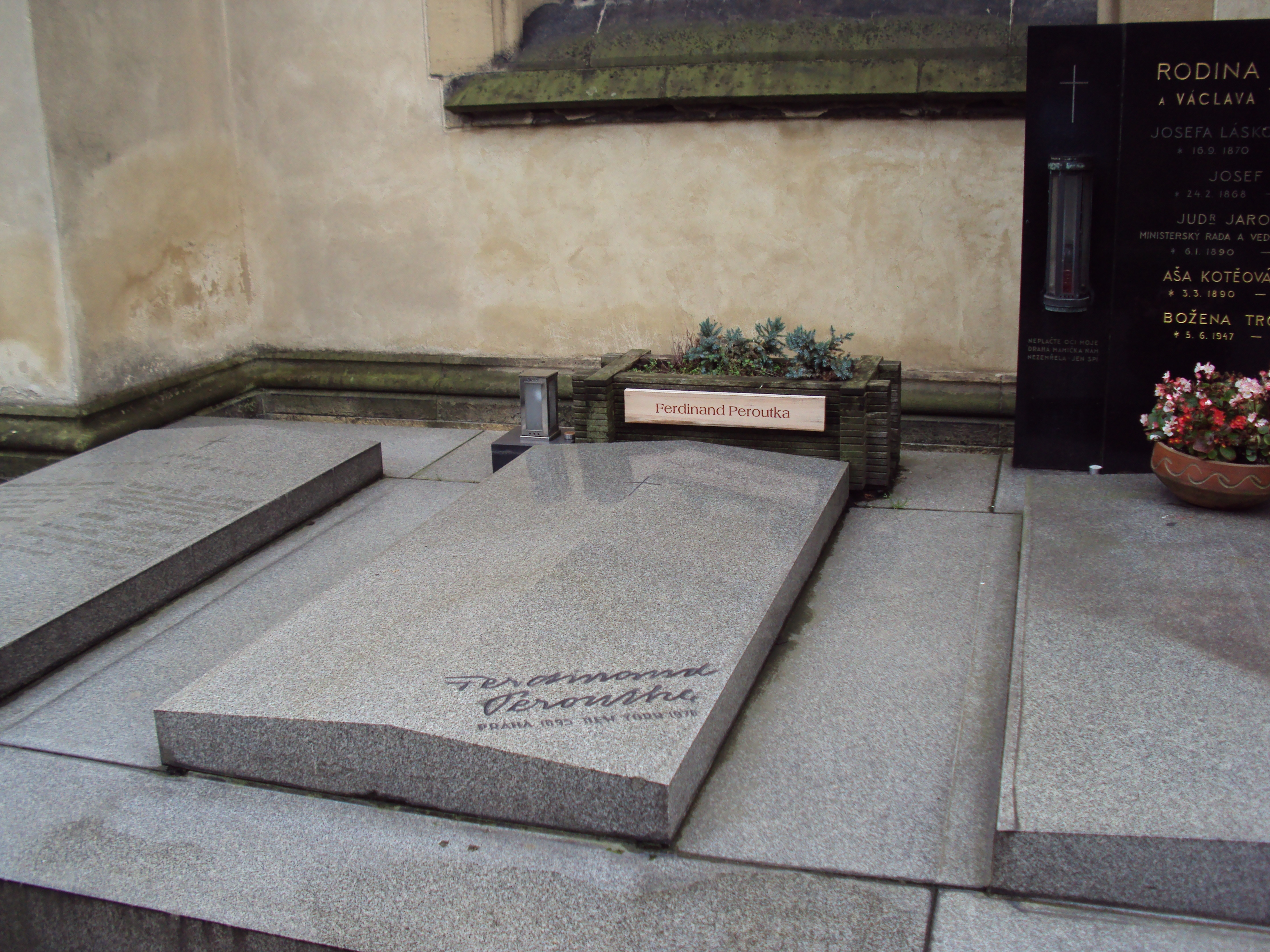
Могила на Вышеградском кладбище

## Память

### Награды
- Орден Томаша Гаррига Масарика I степени (ЧСФР, 1991) — посмертно.

### В культуре
В 1990 году сценарист и режиссер Йозеф Протива снял телефильм «Человек Настоящего Фердинанд Пероутка».
В 1995 году, к 50-летию окончания Второй мировой войны, была снята телевизионная постановка театральной пьесы «Добро пожаловать на вальс», написанная и поставленная Антонином Пршидалем по роману Пероутки «Облако и вальс».
В 1996 году по случаю 100-летия со дня рождения Пероутки, Чешская почта выпустила марку с его портретом Перутки. В том же году была учреждена «Премия Фердинанда Пероутки», которая является одной из важнейших наград чешского журналистского сообщества.

### Памятник
В 2005 году на доме, где Пероутка жил незадолго до депортации в концлагерь Бухенвальд, на улице Матоушевой появились памятная доска посвящённая Пероутке (адрес: Матоушова 1286/5, Прага 5 – Смихов). В Мальвазинках, квартале вилл в той же Праге 5, располагается и улица названная в его честь.
В 2020 году муниципальное собрание Праги 5 постановило об установке памятника, посвящённого Пероутке. В 2023 году памятник был открыт в парке Портгеймка (Смихов). В его основе лежит трубка, ставшая символом Фердинанда Перутки. Автором памятника является архитектор Радек Талаш. Памятник назван в честь его книги «Какие мы есть». Эта надпись находится на памятнике, а в самой трубке лежит горящий табак.

## Статья «Гитлер — джентльмен»
В январе 2015 года выступая на пражском международном форуме на тему Холокоста, президент Милош Земан, говоря о срывах интеллигенции в критических ситуациях, привёл в качестве примера Фердинанда Пероутку и якобы его статью под заголовком «Гитлер — джентльмен» («Джентльмен Гитлер», чеш. Hitler je gentleman), которую Земан якобы читал лично. Его заявление, сделанное во время выступления по случаю 70-летия освобождения концлагеря Освенцим, вызвало бурную дискуссию в СМИ, в которой приняли участие ряд журналистов и блогеров. Хоть в последствии выяснилось, что остальные цитаты, прозвучавшие в ходе выступления президента, были сфабрикованы (или взяты из тенденциозных изданий и не проверены), пресс-секретарь президента Иржи Овчачек все же отказался что-либо опровергать из выступления, а президент пообещал, что предполагаемая статья будет найдена и представлена общественности его командой. В этом контексте СМИ обратили внимание на то, что британский политик Невилл Чемберлен на самом деле был известен высказыванием «Гитлер — джентльмен», а такое заявление противоречит характеру деятельности Пероутки. СМИ также высказали предположение, что искомый текст «Гитлер — джентльмен» на самом деле может быть статьей «Гитлер с человеческой стороны», уже подвергнутой критике после войны. И что общество повторяет спор, который пришлось пережить Пероутке уже в послевоенные годы и о котором тот ясно высказался. 
В апреле 2015 года внучка Пероутки Терезия Каслова подала иск против чешского государства за высказывания президента в адрес её дедушки. Земан же в свою очередь заявил, что его пресс-секретарь, просматривая публикации Фердинанда Пероутки, обнаружил в его публикациях иные заявления, а не те, что процитировал президент на международном форуме. Ближе к концу апреля, вместо того чтобы извиниться, тот постепенно он начал делиться некоторыми статьями Пероутки (учитывая, что полный цифровой архив журнала «Настоящее» доступен в Интернете, это не было открытием) периода Второй республики и начала Протектората Богемии и Моравии, которые должен был доказать свое предполагаемое противоречивое отношение к нацизму. Пресс-секретарь поделился с публикой статьями «Чехи, немцы и евреи», «Обязательства ясны», «Динамичная жизнь», «Новые отношения с Германией» и «Ни то, ни другое», которым предшествовал многословный комментарий и избранные цитаты. Знатоки жизни и творчества Пероутки подвергли сомнению способность президента Земана и его пресс-секретаря провести объективную дискуссию о личности Фердинанде Пероутки и периоде в котором тот жил. А также подчеркнули, что способность пресс-секретарь не понимает содержание текста, а также указали, что одна из статей, которая должна была обосновать первоначальный тезис президента, «Динамичная жизнь», была одной из причин ареста Пероутки. Напротив, эксперты сходятся во мнении, что тексты были написаны смело, учитывая ситуацию того времени. Пресс-секретарь же стал отрицать факт того, что Пероутку преследовало гестапо из-за статьи «Динамическая жизнь», обосновывая это тем, что арест произошел не сразу после её публикации.
В то время как, по мнению многих экспертов и комментаторов, целью усилий Земана и его пресс-секретаря Овчачека являлась попытка отвлечь внимание общественности и СМИ от нежелания президента извиниться за своё первоначальное голословное заявление или от других спорных тем, связанных с личностью президента, или попыткой «свести счёты» со всем журналистским сообществом Чехии, другие вообще не понимают смысла этой медийной кампании. 3 мая 2015 года Земан заявил в интернет-интервью Blesk TV, что в случае если его люди не найдут к концу июня статью «Гитлер — джентльмен», то Земан выдаст вознаграждение из собственных средств тому, кто её найдет. В интервью он также заявил, что писатель Ярослав Сейферт также написал праздничную статью о Третьем рейхе во время войны. В конце июня 2015 года Земан извинился за то, что текст не был найден, и одновременно опубликовал вышеупомянутую награду.
1 октября 2016 года было объявлено, что историк Ян Галандауер нашел статью «Гитлер – джентльмен, чешские национальные социалисты – пираты!», что отчасти соответствует описанию Земана, но автором текста не был Пероутка, а сама статья была опубликована в коммунистической газете «Руде право» 24 февраля 1937 года. В данной статье Гитлер не восхваляется, а её автор, чья фамилия не была подписана, осуждает аграрный ежедневник «Село» (чеш. Venkov) за нападки на национальных социалистов. Земан стал отрицать, что это именно та статья, которую он описал, и что его пресс-секретарь должен был продолжить поиски.
После долгих продолжающихся юридических споров и ряда судебных решений, в том числе о том, обязан ли кто-то и кто именно обязан извиняться за высказывания президента страны, вынесенных 5 ноября 2021 года на основании окончательного решения Муниципального суда города Праги от июля 2021 года и Верховного суда Чешской Республики от октября 2021, министерство финансов Чехии, представляющее государство, в лице вице-премьера и министра финансов Алены Шиллеровой принесло свои официальные извинения за слова президента Земана.